# Neopiophila setaluna
Neopiophila setaluna är en tvåvingeart som beskrevs av Mcalpine 1977. Neopiophila setaluna ingår i släktet Neopiophila och familjen ostflugor.
Artens utbredningsområde är Northwest Territories, Kanada. Inga underarter finns listade i Catalogue of Life.